# Erzbistum Feira de Santana
Das Erzbistum Feira de Santana (lat.: Archidioecesis Fori Sanctae Annae) ist eine in Brasilien gelegene römisch-katholische Erzdiözese mit Sitz in Feira de Santana im Bundesstaat Bahia.

## Geschichte
Das Bistum Feira de Santana wurde am 21. Juli 1962 durch Papst Johannes XXIII. mit der Päpstlichen Bulle Novae Ecclesiae aus Gebietsabtretungen des Erzbistums São Salvador da Bahia errichtet und diesem als Suffraganbistum unterstellt. Am 16. Januar 2002 wurde das Bistum Feira de Santana durch Papst Johannes Paul II. mit der Apostolischen Konstitution Ad totius dominici gregis zum Erzbistum erhoben. Das Erzbistum Feira de Santana gab am 21. September 2005 Teile seines Territoriums zur Gründung des Bistums Serrinha ab.

## Bischöfe

### Bischöfe von Feira de Santana
- Jackson Berenguer Prado, 1962–1971, dann Bischof von Paulo Afonso
- Silvério Jarbas Paulo de Albuquerque OFM, 1973–1995
- Itamar Navildo Vian OFMCap, 1995–2002

### Erzbischöfe von Feira de Santana
- Itamar Navildo Vian OFMCap, 2002–2015
- Zanoni Demettino Castro seit 2015